# Oggetti non stellari nella costellazione della Macchina Pneumatica
Principali oggetti non stellari visibili nella costellazione della Macchina Pneumatica.

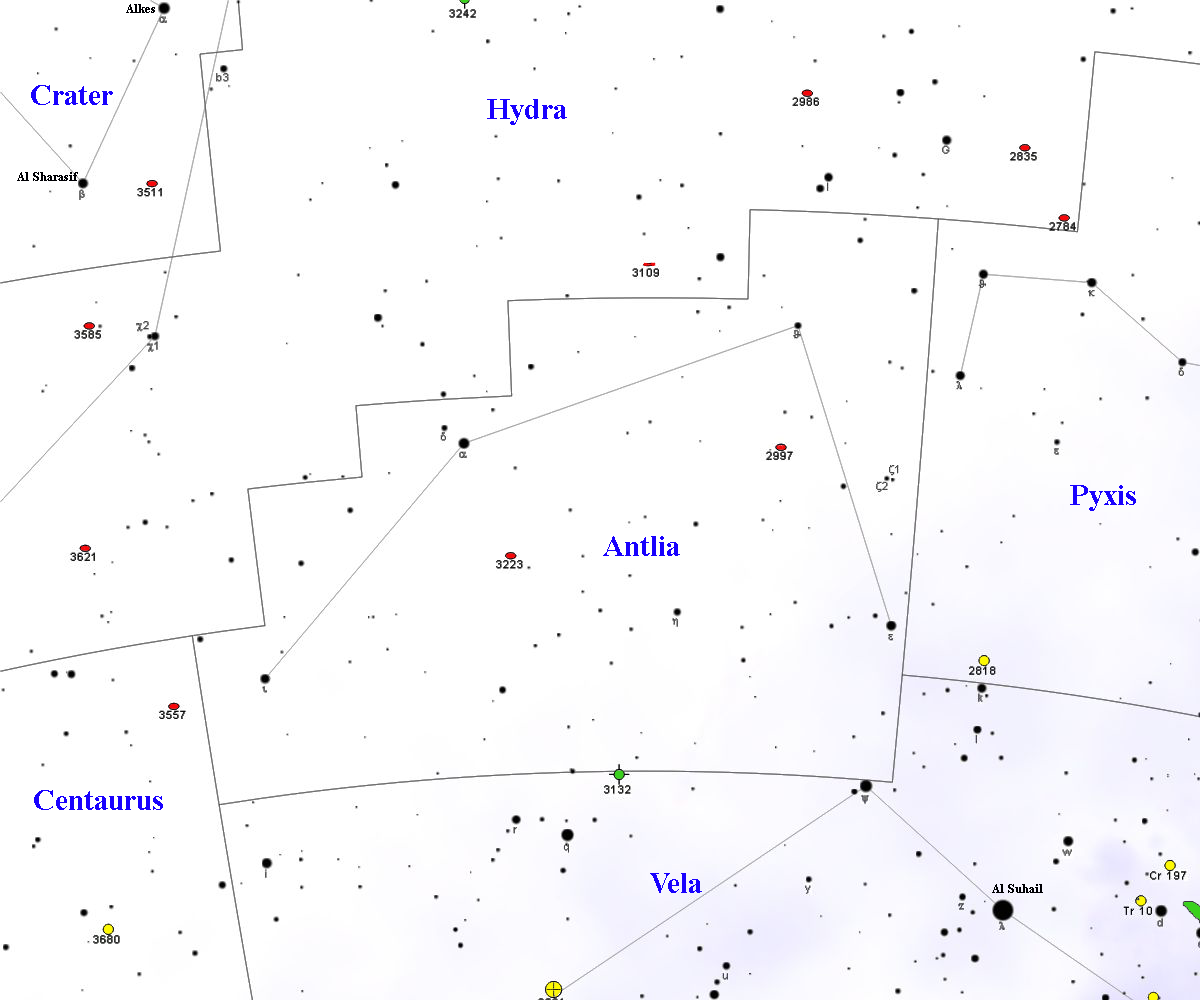
Mappa della costellazione della Macchina Pneumatica.

## Associazioni stellari
- Turner 5

## Galassie
- Galassia Nana della Macchina Pneumatica
- NGC 2997
- NGC 3125
- NGC 3223
- PGC 29194

## Gruppi di galassie
- Gruppo di NGC 2997

## Ammassi di galassie
- Ammasso della Macchina Pneumatica